# Roton
Em física teórica, Roton é uma excitação elementar ou quasipartícula, em hélio-4 superfluido. A relação de dispersão de excitações elementares neste superfluido mostram um aumento linear da origem, mas exibem primeiro um máximo e depois um mínimo de energia quando o momentum aumenta. Excitações com momentos na região linear são chamados fônons; aqueles com momentos próximos ao mínimo são chamados rotons. Excitações com momentos próximos ao máximo são às vezes chamados de maxons.
Originalmente, o espectro do roton foi introduzido por Lev Landau. Atualmente existem modelos diferentes que tentam explicar o espectro do roton, com um grau diferente de sucesso e fundamentalidade. O requerimento para todo modelo do tipo é que ele deve não só explicar o formato do espectro mas também outras características, como a velocidade do som e o fator de estrutura do hélio-4 superfluido.